# Фортескью, Хью, 3-й граф Фортескью
Хью Фортескью, 3-й граф Фортескью (англ. Hugh Fortescue, 3th Earl Fortescue; 4 апреля 1818 — 10 октября 1905) — британский пэр и либеральный политик. Он носил титул учтивости — виконт Эбрингтон с 1841 по 1861 год.

## Биография
Родился 4 апреля 1818 года в Лондоне. Старший сын Хью Фортескью, 2-го графа Фортескью (1783—1861), от его первой жены, леди Сьюзен Райдер (1796—1827), старшей дочери Дадли Райдера, 1-го графа Харроуби.
Он был назначен заместителем лейтенанта графства Девон и мирового судьи Девона с 1839 года.
Заседал в Палате общин Великобритании от Плимута (1841—1852) и Мэрилебона (1854—1859).
Он занимал должности лорда казначейства в 1846—1847 годах и секретаря Совета по закону о бедных в 1847—1851 годах.
В декабре 1859 года Хью Фортескью был вызван в Палату лордов в качестве барона Фортескью.
14 сентября 1861 года после смерти своего отца Хью Фортескью унаследовал титул 4-го графа Фортескью.
Лорд Фортескью скончался 10 октября 1905 года в возрасте 87 лет. Ему наследовал его старший сын, Хью Фортескью, 4-й граф Фортескью.

## Семья
1 марта 1847 года он женился на Джорджиане Августе Кэролайн Доусон-Дамер (13 июня 1826 — 8 декабря 1866), дочери полковника достопочтенного Джорджа Лайонела Доусон-Дамера и Мэри Джорджианы Эммы Сеймур, внучке Джона Доусона, 1-го графа Портарлингтона. У них было четырнадцать детей:
- Леди Сьюзан Элизабет Фортескью (1848 — 7 июля 1919), незамужняя.
- Леди Мэри Элеонора Фортескью (1849 — 12 октября 1938), вышла замуж за Джорджа Бриджмена.
- Леди Люси Кэтрин Фортескью (1851 — 19 марта 1940), вышла замуж за Майкла Хикс-Бич, 1-го графа Сент-Олдуина.
- Леди Джорджиана Сеймур Фортескью (1852 — 24 декабря 1915), вышла замуж за своего двоюродного брата, лорда Эрнеста Сеймура, сына Фрэнсиса Сеймура, 5-го маркиза Хартфорда.
- Хью Фортескью, 4-й граф Фортескью (16 апреля 1854 — 29 октября 1932), старший сын и преемник отца.
- Капитан достопочтенный сэр Сеймур Джон Фортескью (10 февраля 1856 — 20 марта 1942), умер неженатым.
- Майор достопочтенный Лайонел Генри Дадли Фортескью (19 ноября 1857 — 11 июня 1900), женат на Эмили Адам.
- Капитан достопочтенный Артур Гренвилл Фортескью (24 декабря 1858 — 3 октября 1895), женился на Лилле Фейн
- Майор достопочтенный сэр Джон Уильям Фортескью (28 декабря 1859 — 22 октября 1933), женат на Уинифред Бич.
- Бригадный генерал достопочтенный Чарльз Гренвиль Фортескью (30 октября 1861 — 1 февраля 1951), женился на Этель Кларк, дочери сэра Чарльза Кларка, 3-го баронета.
- Леди Элеонора Хестер Фортескью (1863 — 11 сентября 1864)
- Элис София Фортескью (1864 — 12 ноября 1881)
- Леди Фрэнсис Бланш Фортескью (1865 — 24 октября 1950), вышла замуж за Арчибальда Хэя Гордон-Даффа. Их дочь Джейн Минни Гордон-Дафф вышла замуж за Рональда Роксбурга.
- Достопочтенный Уильям Джордж Дамер Фортескью (8 декабря 1866 — пропал в море в сентябре 1887).